# 宋颖
宋颖（？—？），字文贤，广平郡列人县（今河北省邯郸市肥乡区）人，北魏右卫将军、祠部尚书、列人贞顺子宋弁族弟，北魏官员。

## 生平
宋颖从奉朝请略微升任尚书郎、魏郡太守，向刘腾行贿，刘腾因此向元乂说宋颖的好话，元乂任命宋颖为冠军将军、凉州刺史。正光五年（524年）七月，凉州幢帅万于菩提、呼延雄等人响应莫折念生，捉拿并囚禁了宋颖，占据州城反叛。宋颖秘密的向吐谷浑首领伏连筹请求援助，伏连筹亲自率领大军前往救援凉州，万于菩提放弃州城逃走，伏连筹追上将他斩首。凉州城中百姓越天安等人再度推举宋颖出任凉州刺史。宋颖的前妻邓氏死后十五年，宋颖在梦中见到她，邓氏向宋颖下拜说：“新媳妇我今日被裁定为高崇的妻子，所以来向您辞别。”邓氏流下眼泪。宋颖第二天早上见到高崇说了这个梦，高崇几天后就去世了。